# 脊椎病變
脊椎病變（spondylopathies）是所有影響椎骨疾病的總稱。當有發炎時，被稱為脊椎炎。若影響到脊椎關節時，則稱為脊椎關節病變，但許多疾病會同時合併脊椎-病變（spondylo-pathy）和脊椎-關節-病變（spondylo-ARTHO-pathy）。
常見疾病包括僵直性脊椎炎和脊椎關節退化。